# Кролль-опера

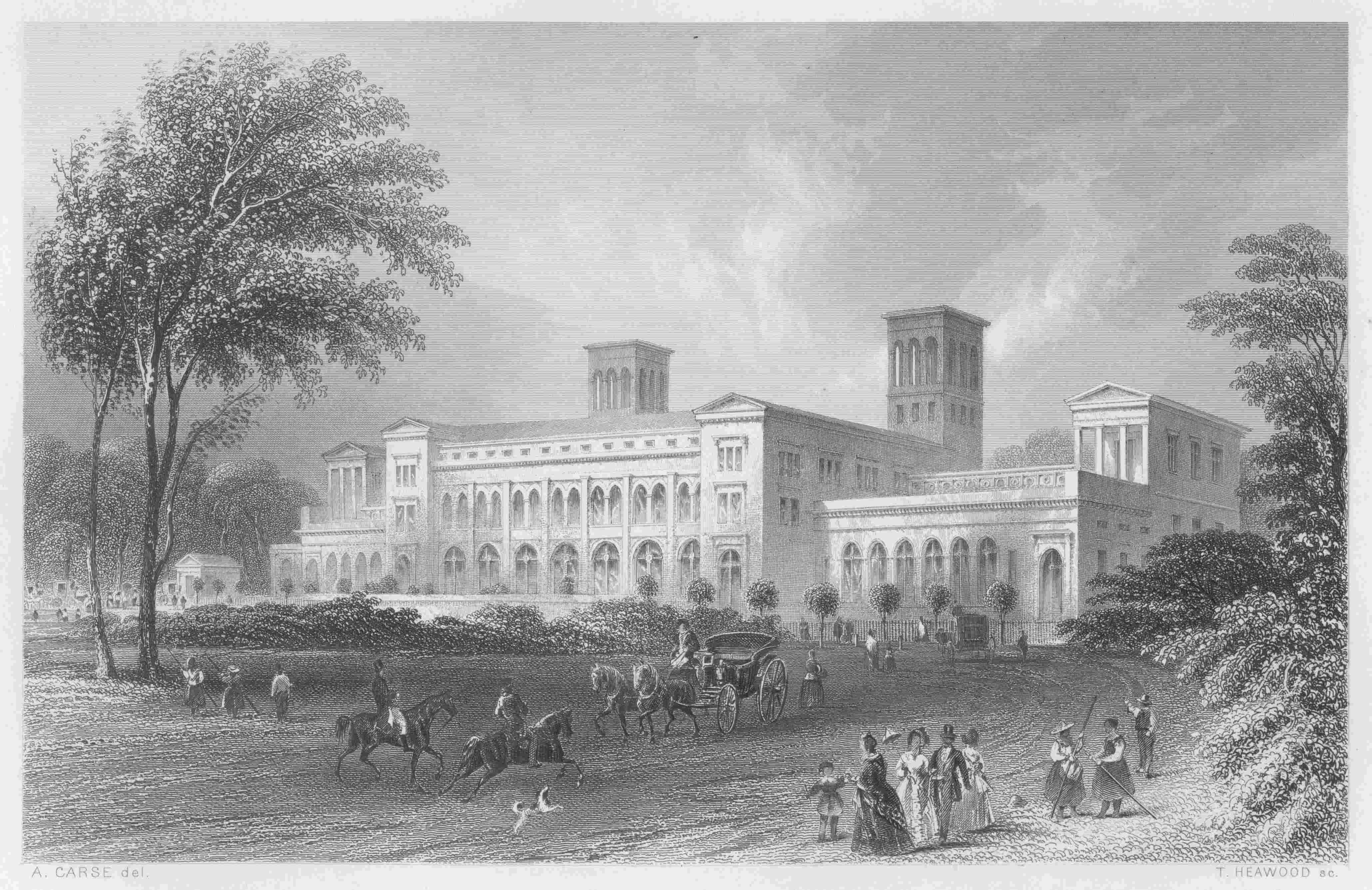
Здание Кролль-оперы, около 1850 г.

«Кролль-опера» (также «Кроль-опера»; нем. Krolloper) — несохранившееся здание оперного театра в Берлине, на западной стороне бывшей Кёнигсплац (нем. Königsplatz, а ныне площадь Республики).

## История
Здание было построено в 1844 году как место для развлечений Йозефом Кроллем, затем перестроено для нужд оперного театра в 1851 году и использовалось различными владельцами и директорами для оперы, оперетты и драмы. В строительстве здания принимали участие архитекторы Людвиг Персиус, Карл Фердинанд Лангганс и Эдуард Кноблаух. Оно вновь было перестроено в 1895 году, и в нём открылся Новый Королевский оперный театр, эксплуатируемый Прусской государственной компанией оперы и драмы. В 1924 году здание было переименовано в Государственный театр оперы на площади Республики, но всегда было более известно как Кролль-опера.
После поджога в 1933 году здание рейхстага серьёзно пострадало, в связи с чем здание Кролль-оперы стало местом проведения заседаний немецкого парламента, большинство в котором имела нацистская партия. Здание оперы было выбрано для Рейхстага из-за его удобного расположения и вместимости. 23 марта 1933 года сессия рейхстага в Кролль-опере принимает закон «О чрезвычайных полномочиях», передавший законодательную власть в руки имперского правительства и предоставивший Гитлеру практически неограниченную власть. Здание Кролль-оперы использовалось для заседаний рейхстага до краха нацизма и было местом, где Гитлер произнес множество речей, имевших важное значение для мировой истории. В частности, здесь была произнесена известная речь 30 января 1939 года, в которой Гитлер заявил: 

«Сегодня я ещё раз выступлю в роли пророка: если международные еврейские финансисты, внутри и за пределами Европы, ещё раз преуспеют во втягивании европейских наций в Мировую войну, то её результатом будет не большевизация всего земного шара, венчающая победу иудаизма, а уничтожение еврейской расы в Европе, поскольку времена, когда остальные нации были беззащитны в вопросах пропаганды, ушли в прошлое. Национал-социалистическая Германия и фашистская Италия имеют учреждения, дающие им в случае необходимости возможность просветить мир о характере вопроса, который многие народы подсознательно ощущают, но ещё не добрались до его сути».

### Во время Второй мировой войны

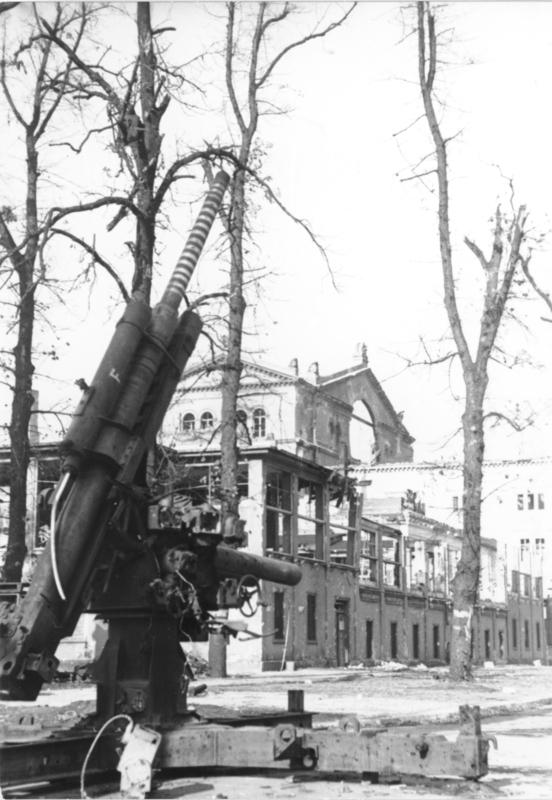
Развалины Кролль-оперы в мае 1945 года

В этом здании 1 сентября 1939 года Гитлер объявил о вторжении в Польшу, начавшем Вторую мировую войну. Когда Германия объявила войну Соединенным Штатам 11 декабря 1941 года, Гитлер объявил американского президента Франклина Д. Рузвельта сумасшедшим перед рейхстагом в здании Кролль-оперы.
На последней сессии рейхстага, прошедшей в Кролль-опере 26 апреля 1942 года, был принят закон, согласно которому Гитлер стал «верховным судьей немецкого народа».
Параллельно с двумя последними сессиями рейхстага и некоторое время после его роспуска здание Кролль-оперы снова использовалось как оперный театр, так как ещё 10 апреля 1941 года в результате налета британской авиации зданию Государственной оперы на Унтер-ден-Линден был нанесен серьезный ущерб.
Здание Кролль-оперы было частично разрушено бомбардировками Королевских ВВС 22 ноября 1943 года. Операция по штурму Рейхстага Красной армией 30 апреля 1945 года в ходе битвы за Берлин, вызвала дальнейшие разрушения.
Руины здания были снесены в 1951 году.

## Галерея

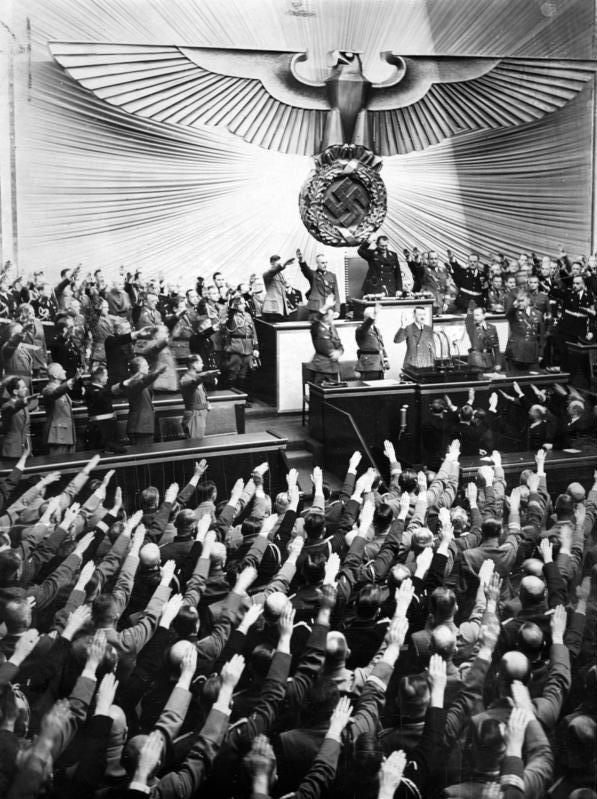
Адольф Гитлер сообщает рейхстагу в Кролль-опере о завершении кампании против Польши (6 октября 1939 г.)
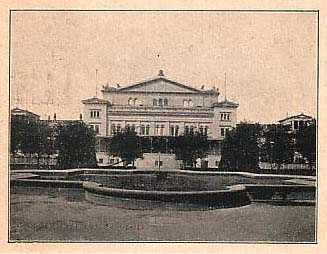
Здание оперы в 1900 г.
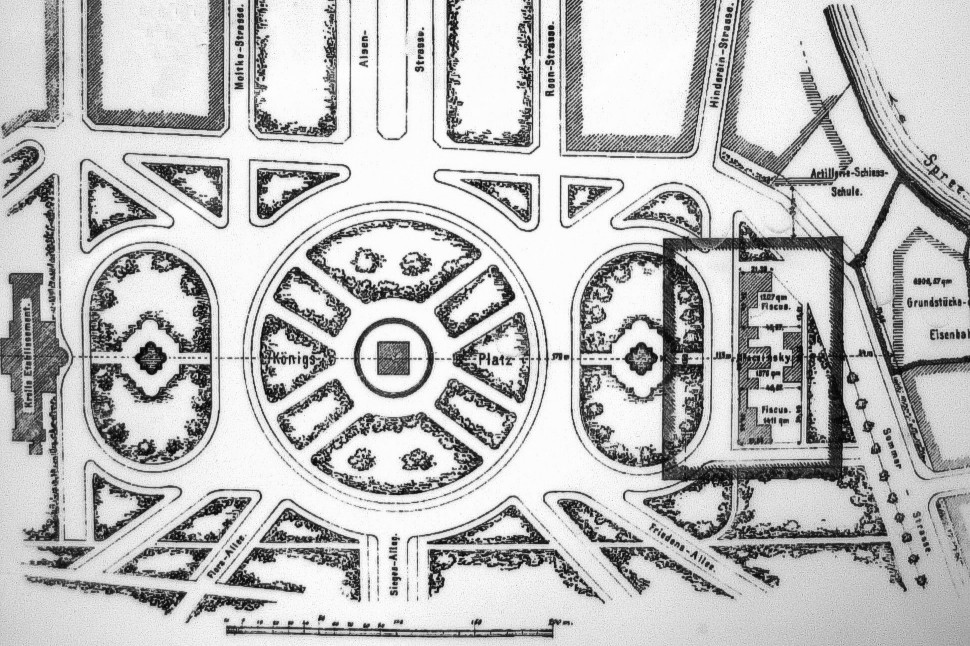
Карта 1879 г. Кролль-опера слева, новый Рейхстаг планировалось построить справа